# Nosson Tzvi Finkel (Mir)
Pour les articles homonymes, voir Finkel.
Nosson Tzvi Finkel, né le 12 mars 1943 à Chicago en Illinois et mort le 8 novembre 2011 à Jérusalem en Israël est un rabbin orthodoxe israélien d'origine américaine, Rosh Yeshiva de la Yechiva de Mir à Jérusalem de 1990 à 2011.

## Biographie
Nosson Tzvi Finkel est né le 12 mars 1943 à Chicago en Illinois. Il est le fils de Eliyahu Meir Finkel (né le 25 janvier 1916 à Hébron et mort le 10 avril 1997) et de Sara Ita Rosenblum.
Son grand-père paternel, le rabbin Avraham Shmuel Finkel, est Mashgia'h Rou'hani (guide spirituel) à la Yechiva de Hébron. Son arrière grand-père paternel, dont il porte le nom, est la rabbin Nosson Tzvi Finkel (l'Alter de Slobodka).
Ses parents ont un commerce de traiteur à Chicago avant d'immigrer en Israël en 1973.

### Jeunesse
Nosson Tzvi Finkel ne diffère pas des jeunes américains: il joue au basketball et au Baseball. Ses amis l'appellent Natie.
Il étudie à l'école privée juive Central Park Hebrew Day School devenue plus tard l'Arie Crown Day School. Il suit des cours privés avec le rabbin  Yehoshua Levinson,
En 1957, il visite Israël, avec sa famille. Il a 14 ans. Son arrière grand-oncle, le rabbin Eliezer Yehuda Finkel, le Rosh yeshiva de la Yechiva de Mir, conseille à ses parents qu'il étudie dans cette yechiva.